# Келес (ільче)
Келес (тур. Keles) — ільче (округ) у складі ілу Бурса на заході Туреччини. Адміністративний центр — місто Келес.

## Склад
До складу ільче (округу) входить 1 буджак (район) та 36 населених пунктів (1 місто та 35 сіл):

### Найбільші населені пункти
| №  | Населений пункт | Населення, осіб (2011) |
| -- | --------------- | ---------------------- |
| 1  | Келес           | 3 570                  |
| 2  | Баракли         | 691                    |
| 3  | Киран-Ишиклар   | 637                    |
| 4  | Соргун          | 579                    |
| 5  | Епчелер         | 510                    |
| 6  | Басак           | 491                    |
| 7  | Гелеміч         | 490                    |
| 8  | Давутлар        | 460                    |
| 9  | Дурак           | 403                    |
| 10 | Караардич       | 400                    |